# Las lágrimas de san Pedro (El Greco, Soumaya)
Las lágrimas de san Pedro es un cuadro de estilo manierista del pintor Domênikos Theotokópoulos, más conocido como "El Greco", realizado alrededor de 1587 y 1596, resguardado actualmente en el museo Soumaya de la Ciudad de México. Es similar en estructura y composición a otros cuadros de la misma temática y con el mismo título, descritos en: Las lágrimas de San Pedro (Bowes Museum), Las lágrimas de San Pedro (obras originales) y en Las lágrimas de San Pedro (El Greco y su taller).

## Historia
Este versión que se encuentra en el Soumaya, parece haber pertenecido al marqués de Legarda, en Vitoria, y adquirido en 1909 por Electra Havemeyer. En 1930 fue adquirido por la colección floridana de Óscar B. Cintas, quien la restauró, para, finalmente ser adquirida por el Museo Soumaya en 1998.

## Descripción
El óleo reproduce la imagen del apóstol san Pedro en un estado de contrición, en la escena evangélica del arrepentimiento del discípulo de Jesús tras negarlo durante la pasión: “y saliendo fuera, lloró amargamente” (Mt 26, 69‐75). Simón Pedro une sus manos en un gesto devocional, en uno de sus brazos cuelgan las llaves, símbolo del papado y atributo del ministerio petrino, al tiempo que alza la mirada con ojos lacrimosos. En el fondo se entrevé la escena de la resurrección de Cristo con el sepulcro vacío y María Magdalena atestiguando el milagro.
Los colores del personaje central son brillantes con un fondo oscuro que lo resalta. La iluminación viene desde varios puntos que parecen haber influenciado las pinturas sobre el mismo tema que existen en Toledo y Oslo.

## Estilo
La pintura es de estilo manierista, y al igual que otras obras de "El Greco", se encuentra alargada, lo cual realizaba con intenciones estéticas con una significación espiritual.
Se considera que fue el Greco quien definió este tipo iconográfico, recurrente en él y luego utilizado por otros.